# مدرج امكور (لودر)

تعديل مصدري - تعديل

مدرج امكور هي إحدى قرى عزلة زارة بمديرية لودر التابعة لمحافظة أبين، بلغ تعداد سكانها 88 نسمة حسب تعداد اليمن لعام 2004.